# Zahir Howaida
Zahir Howaida (auch Huwaida; persisch ظاهر هويدا; * 28. Februar 1945 in Bamian im zentralafghanischen Gebiet in der Region Waras; † 5. März 2012 in Hamburg) war ein afghanischer Sänger, Nachrichtensprecher und Moderator bei RTA, Liedermacher, Dichter und Filmschauspieler.

## Leben und Wirken
Zahir Howaida stammte einer Hazara-Familie aus dem Waras-Tal im heutigen südlichen Bamian. Howaidas Vater, ein Angestellter der Regierung, wurde von Kabul nach Mazār-i Scharif versetzt. Dort ging Zahir Howaida für einige Zeit auf die Sultan-Ghiasuddin-Grundschule, bis sein Vater im Alter von 33 Jahren starb und die Familie nach Kabul zurückkehrte. Howaidas Mutter arbeitete als Schneiderin; Zahir, um die Familie mit ernähren zu können, als eine Art Lehrling bei verschiedenen Handwerkern. Nebenbei besuchte er das Isteqlal-Lycee in Kabul. Nach eigenen Angaben in einem Interview in Kabuler RTA blieb er in der Oberstufe oft unentschuldigt der Schule fern, um in der Kabuler Staatsbibliothek Bücher, insbesondere über Literatur, zu lesen.
Als er 5 Jahre alt war, stellte sein Vater zur musikalischen Erziehung einen Musiklehrer für ihn und seinen Bruder Kabir ein. Dabei hat er die Grundinstrumente des indo-iranischen Kulturkreises, insbesondere das indische Harmonium erlernt. In der Musikschule von Kabul wurde er mit westlichen Musikinstrumenten, der Musikform der Mehrstimmigkeit und der Harmonielehre konfrontiert. Mit Aziz Ashna gründete er eine Musikband namens „Orchester der Amateure“; sein Bruder Kabir Howaida spielte darin Piano.
In den 1960er Jahren arbeitete Zahir Howaida als Nachrichtensprecher im afghanischen Radio (RTA). 1966 reiste er gemeinsam mit Babrak Wassa nach Moskau, um am dortigen Tschaikowsky-Konservatorium zu studieren.
Der Höhepunkt seiner Karriere war Ende 1960er und Anfang der 1970er Jahre. Howaida, ein Zeitgenosse Ahmad Zahirs, wirkte damals bei rund 300 Liedern als Komponist und Sänger mit und fungierte als Vorbild für jüngere Generationen. 1972 reiste er nach Teheran. Mit seinem Lied Kamar barik-e man, das er auch mit bekannten iranischen Sängern und Sängerinnen sang, wurde er im gesamten persischsprachigen Raum bekannt, da es auch von Radio- und TV-Stationen in Iran und Tadschikistan gespielt wurde; Afghanistan bekam erst im Jahre 1978 einen Fernsehsender. Bis 1979 wurden seine Lieder in Iran und von iranischen Sängern und Sängerinnen im Ausland gesungen, so z. B. von Leila Forouhar und Faramarz Assef. Howaida trat in verschiedenen Rollen auf Theaterbühnen und in Hörspielen des afghanischen Radios auf.
Zahir Howaida sang sowohl Volks- und Liebeslieder als auch anspruchsvollere Gedichte der persischen Literatur, etwa von Dschalal ad-Din ar-Rumi. Zu verschiedenen Anlässen brachte er seine Betroffenheit, etwa über die Flüchtlingswelle nach der Besetzung des Landes durch die Sowjetunion, mit Liedern zum Ausdruck. Fast alle seine Lieder sind in persischer Sprache, die das Regime von Zahir Schah 1965 in Dari umbenannte. Auf die Bitte seiner paschtunischen Freunde, wenigstens ein Lied auf Paschtu zu singen, scherzte Howaida, er werde auf Paschtu singen, „sobald Awalmir ein Lied auf Persisch singt“. Tatsächlich sang Howaida später noch ein Paschtu-Lied, obwohl Awalmir nie auf Dari sang. Kamar barik-e man ist ursprünglich ein einstimmiges Volkslied aus der Provinz Badachschan, das von Howaida gemäß Harmonielehre mehrstimmig gesungen wurde.
1989 wanderte Howaida nach Indien aus, wo er sich zwei Jahre lang aufhielt. Seit 1991 lebt er in Hamburg. Seine fünf Kinder, drei Söhne und zwei Töchter, sind ebenso musikalisch. Sein Sohn Arash Howaida ist in Hamburg Pop-Sänger geworden.
Zahir Howaida, der in den zwei Filmen Nan („Brot“) und Professor mitspielte, erlag 2012 einer schweren Krankheit. Er wurde am 10. März 2012 auf einem Hamburger Friedhof beigesetzt. Namhafte Künstler und  Sänger, eingereist aus aller Welt, wohnten seinem Begräbnis bei.

## Diskografie
Veröffentlichungen im Exil:
- Az Dil-e-Man
- Mo Tellae
- Dokane Rang